# Ellychnia facula
Ellychnia facula är en skalbaggsart som beskrevs av Leconte 1857. Ellychnia facula ingår i släktet Ellychnia och familjen lysmaskar. Inga underarter finns listade i Catalogue of Life.